# 憲政会
憲政会（けんせいかい、旧字体：憲󠄁政會）は、日本の帝国議会における大正期から昭和初期にかけて存在した政党。第二次護憲運動の中心となった。

## 党史
憲政会の母体となったのは、第2次大隈内閣の政権与党である立憲同志会・中正会・公友倶楽部などの諸政党である。同内閣は、衆議院で第一党の座を確保していた立憲政友会（原敬総裁）に対する反感から、政府中枢の藩閥勢力および同志会以下の非政友会勢力が、議会勢力長老の大隈を担ぐ形で成立していたが、大隈・藩閥・同志会らの間での反目が続いたのち、1916年10月、内閣総辞職に追い込まれる。
同年10月9日、藩閥直系の寺内正毅朝鮮総督が組閣。翌10日、上記の三党を中心として、非政友会勢力の結集が図られ、憲政会が発会する。総裁には同志会の加藤高明総裁が続投し、総務7名（尾崎行雄・武富時敏・高田早苗・若槻禮次郎・濱口雄幸・安達謙蔵・片岡直温）がこれを補佐した。当初は198議席を有して衆議院第一党であった。
寺内内閣では、議会対策として臨時外交調査会を組織して、主要政党を委員に迎える形をとった。憲政会は、政策の連帯責任を負わせられることを警戒して参加を拒否したが、政友会の原総裁はこれに加わり、結果として、寺内内閣は政友会への依存を強めることとなる。第13回衆議院議員総選挙（1917年4月20日投開票）では、政友会が第一党に復帰、憲政会は第二党に転落する。1918年9月29日、寺内内閣が首相の健康問題を理由に総辞職すると、満を持して原が首相に就任、原内閣が成立する。この間、第14回衆議院議員総選挙（1920年5月10日投開票）では政友会が圧勝。憲政会は元老の否認やシベリア出兵反対、労働組合の公認、憲政の常道に基づく政権交代を主張したものの、原の権力もしくは民衆の支持の前に「苦節十年」とも呼ばれる長期低落傾向が続いた。
転機となったのは1921年11月4日、原首相の暗殺である。後継には高橋是清が、政友会総裁の座とともに就任するが、原の死によって勃発した党内各派の対立を統御できずに、1922年6月、高橋内閣はわずか半年で崩壊する。後継には野党第一党の憲政会が政権を組織することが期待されたが、首相選定の人を担った元老会議が、第2次大隈内閣で外相として入閣した時の加藤総裁の言動から首相としての適性を疑問視したことから、次期総選挙まで中間内閣を組織することとし、加藤友三郎内閣、第2次山本内閣、清浦内閣と、非政党人による内閣が3代連続して組織される。
1924年1月、清浦内閣が成立した時には衆議院の任期満了まで半年を切っており、中間内閣が続いたことの不満から第2次護憲運動が巻き起こるが、この時、政友会は清浦内閣への賛否を巡って党内対立が続き、党の過半数が離党、政友本党を結成する。党の分裂により疲弊した政友会にかわり、憲政会が護憲運動の中軸となり、護憲三派（憲政会・立憲政友会・革新倶楽部）が結成される。第15回衆議院議員総選挙（1924年5月10日投開票）の結果、憲政会が第一党となる。同年6月11日、加藤総裁が首相に就任し、加藤高明内閣が成立する。同内閣は、普通選挙法などを実現させた。1925年7月、政友会が閣内不一致による倒閣を仕掛けるが、西園寺公望元老は政友会の謀略による政権交代を良しとせず、憲政会の単独内閣として政権は存続する。
1926年1月28日、加藤首相の病死を受けて、若槻礼次郎が後継総裁に就任し、第1次若槻内閣として憲政会政権は継続するが、政友会、政友本党との三党鼎立下での単独内閣であったため政権運営は困難を極め、昭和金融恐慌への対処を誤り政権は崩壊する。
立憲政友会の田中義一内閣が発足したのを受け、憲政会と政友本党の両野党の間で合同が成立し、立憲民政党が発足。この直後から、五・一五事件までの期間が、日本において二大政党制が最も安定的に機能していた時期になる。

## 幹部人事

### 歴代総裁
| 代 | 総裁 | 総裁       | 在任期間                                              |
| -- | ---- | ---------- | ----------------------------------------------------- |
| 1  |      | 加藤高明   | 1916年（大正5年）10月10日 - 1926年（大正15年）1月28日 |
| 2  |      | 若槻礼次郎 | 1926年（大正15年）1月29日 - 1927年（昭和2年）6月1日   |

### 幹事長
- 富田幸次郎（大正5年10月10日－大正8年1月20日）
- 小泉又次郎（大正10年1月20日－大正11年1月19日）
- 頼母木桂吉（大正11年1月19日－大正12年1月21日）
- 小山松寿（大正12年1月21日－大正13年1月21日）
- 三木武吉（大正13年1月21日－大正13年6月11日）
- 山道襄一（大正13年8月13日－大正14年1月20日）
- 八並武治（大正14年1月20日－大正14年8月10日）
- 横山勝太郎（大正14年8月12日－昭和2年1月16日）
- 中原徳太郎（昭和2年1月16日－昭和2年5月31日）[2]

### 総務委員
- 加藤総裁期
  - 尾崎行雄、武富時敏、高田早苗、若槻禮次郎、片岡直温、濱口雄幸、安達謙蔵、町田忠治、早速整爾、小泉又次郎、原脩次郎、頼母木桂吉、箕浦勝人、河野広中、島田三郎、仙石貢など
  - （顧問：下岡忠治、藤沢幾之輔、江木翼、関和知、大津淳一郎、望月小太郎）
- 若槻総裁期
  - 斎藤隆夫、藤沢幾之輔、小泉又次郎など[3]